# Benjamin Hederich
Benjamin Hederich (používal také pseudonym Wolfgang Benjamin Heidenreich, 12. prosince 1675 Geithain – 18. července 1748, Großenhain), byl německý jazykovědec, tvůrce lexikonů a slovníků, matematik.

## Život a dílo
Pocházel ze Saska, z rodiny luteránského duchovního. Po středoškolských studiích na knížecí škole v Grimmě studoval na luteránských vysokých učeních v Lipsku a Wittenbergu. Po studiích zakotvil nejdříve jako učitel v klášteře Berge u Magdeburgu a poté jako rektor školy v Grossenhainu v Míšni. Kromě pedagogiky se věnoval i filologii, především klasickým jazykům latině a řečtině. K jeho koníčkům patřilo sestavování slovníků vědeckého názvosloví. Jeho lexikony, např. „Anleitung zu den vornehmsten historischen Wissenschaften“, se staly základem pro budování odborné terminologie v němčině pro pomocné vědy historické, základem pro filozofické názvosloví bylo dílo „Anleitung zu den vornehmsten philosophischen Wissenschaften“ apod. Jeho slovníky byly nezbytnou pomůckou pro vědecké bádání v 17. až 18. století v německém jazykovém okruhu. Hederichovo základní dílo je „Gründliche Mythologische Wörterbuch“, v němž sestavil přehled bohů a bohyní řeckého, římského, egyptského světa včetně genealogických tabulek. Z hlediska lingvistiky je Hederichovým základním dílem „Progymnasmata linguae Graecae“. Z Hedericha čerpala řada pozdějších klasických německých vzdělanců od Heinricha von Kleista po Johanna Christopha Friedricha von Schillera. Hederichův „Gründliche Mythologische Wörterbuch“ byl základní pomůckou pro německé klasické umění od krásné literatury, přes sochařství, malířství až po odborné práce.